# Sons and Lovers
 Sons and Lovers és una pel·lícula britànica dirigida per Jack Cardiff, estrenada el 1960 i adapació de la novel·la Fills i amants de D. H. Lawrence.

## Argument
Paul Morel, fill d'un miner alcohòlic, somia ser artista i decideix acceptar l'ajut econòmic de les joves de la ciutat. Moltes d'elles estan perdudament enamorades d'ell, però Paul està unit a la seva mare per vincles emocionals massa forts.

## Repartiment
- Trevor Howard: Walter Morel
- Dean Stockwell: Paul Morel
- Wendy Hiller: Gertrude Morel
- Mary Ure: Clara Dawes
- Heather Sears: Miriam Leivers
- William Lucas: William Morel
- Conrad Phillips: Baxter Dawes
- Ernest Thesiger: Henry Hadlock
- Donald Pleasence: M. Puppleworth
- Rosalie Crutchley: Sra. Leivers

## Premis i nominacions

### Premis
- 1961. Oscar a la millor fotografia per Freddie Francis
- 1961. Globus d'Or al millor director per Jack Cardiff

### Nominacions
- 1960. Palma d'Or al Festival Internacional de Cinema de Cannes per Jack Cardiff
- 1961. Oscar a la millor pel·lícula
- 1961. Oscar al millor actor per Trevor Howard
- 1961. Oscar a la millor actriu secundària per Mary Ure
- 1961. Oscar al millor director per Jack Cardiff
- 1961. Oscar al millor guió adaptat per Gavin Lambert
- 1961. Oscar a la millor direcció artística per Thomas N. Morahan i Lionel Couch
- 1961. BAFTA a la millor actriu per Wendy Hiller
- 1961. Globus d'Or a la millor pel·lícula dramàtica
- 1961. Globus d'Or al millor actor dramàtic per Trevor Howard
- 1961. Globus d'Or al millor actor dramàtic per Dean Stockwell
- 1961. Globus d'Or a la millor actriu secundària per Mary Ure